# Lilla Kasetjärnen
Lilla Kasetjärnen är en sjö i Dals-Eds kommun i Dalsland och ingår i Göta älvs huvudavrinningsområde.